# 遠敷村
遠敷村（おにゅうむら）は福井県遠敷郡にあった村。現在の小浜市の南東部、小浜線・東小浜駅周辺とその南方一帯にあたる。

## 地理
- 山岳 ： 百里ヶ岳、多田ヶ岳
- 河川 ： 北川、遠敷川、松永川

## 歴史
- 1889年（明治22年）4月1日 - 町村制の施行により、上根来村、中畑村、下根来村、忠野村、神宮寺村、竜前村、金屋村、遠敷村及び国分村の区域をもって、遠敷村が発足する。
- 1951年（昭和26年）3月30日 - 小浜町、内外海村、松永村、国富村、遠敷村、今富村、口名田村及び中名田村が合併して、小浜市が発足する。

## 交通

### 鉄道路線
現在は旧村域に小浜線の東小浜駅が所在するが、当時は未開業。

### 道路
- 国道27号

## 著名な出身者
- 石田孫太郎（養蚕技術指導者）
- 小野村胤敏（弁護士、大阪理工科大学創設者）
- 石田佐久馬（国語教育者、十文字学園女子短期大学教授）
- 木村恵里子（バスケットボール選手、富士通レッドウェーブ所属）
- 堀卓馬（ラグビー選手、セコムラガッツ所属）

## 著名な居住者
- 谷川イリーナ（和菓子職人）